# Mariscal de Camp (Alemanya)

Insígnia d'espatlla de Mariscal de Camp de la Luftwaffe durant la II Guerra Mundial.

Mariscal de Camp (en alemany: Generalfeldmarschall  listen (?·pàg.), i de vegades només escrit Feldmarschall) era un grau dels exèrcits de diversos estats alemanys, al Sacre Imperi Romanogermànic, a l'època del Tercer Reich i a l'Imperi Austríac. El rang era equivalent a General de l'Exèrcit en altres països. El seu equivalent a la Marina Alemanya era Gran Almirall (Großadmiral).
A l'Exèrcit de Prússia i, posteriorment, a l'Exèrcit Alemany, el grau tenia diversos privilegis, com ara disposar sempre d'escorta. El 1854 es creà el grau de Generaloberst (coronel general), per promoure al Príncep Wilhelm a un rang superior sense trencar la regla de què només els comandants de camp en temps de guerra podien rebre el rang de Mariscal. El 1870, el Príncep Frederic Carles i el Kronprinz Frederic Guillem van ser els primers prínceps prussians promoguts a Mariscal de Camp.
Al Heer i a la Luftwaffe de l'Alemanya Nazi, el grau de generalfeldmarschall va ser la màxima graduació militar fins al 1941, quan va quedar subordinat al rang superior de Reichsmarschall (només posseït per Hermann Göring). El rang de Generalfeldmarschall (així com el seu equivalent de Großadmiral) van quedar abolits després de la caiguda del Tercer Reich.
Hitler promogué Friedrich Paulus, comandant del 6è Exèrcit a la Stalingrad al rang de mariscal poc abans de la inevitable rendició del seu exèrcit, bé per a encoratjar-lo a lluitar fins a la mort, bé perquè se suïcidés (fins al moment no s'havia rendit mai cap mariscal alemany). Paulus es rendí i afirmà que no tenia cap mena d'intenció de disparar-se per aquell caporal bohemi.
Actualment, el màxim grau a l'exèrcit alemany reconstituït és el de general.
El Nationale Volksarmee (NVA) de la República Democràtica Alemanya creà el grau de Mariscal de la RDA (Marschall der DDR) el 25 de març de 1982. Un general podia ser promogut pel Staatsrat (el Consell d'Estat de la RDA) en temps de guerra o per uns mèrits militars excepcionals; si bé ningú hi va ser promogut.

## Mariscals de Camp Alemanys

### Electorat i Regne de Saxònia
- 21 de juny de 1631 - Hans Georg von Arnim-Boitzenburg (1583–1641)
- 24 de novembre de 1632 - Duc Franz Albrecht de Saxònia-Lauenburg (1598–1642)
- 19 d'octubre de 1638 - Rudolf Graf von Marzin (també Marazin)
- 1 de gener de 1666 - Ernst Albrecht Freiherr von Eberstein (1605–1676)
- 28 d'agost de 1681 - Joachim Rüdiger Freiherr von der Goltz (1620–1688)
- 8 de setembre de 1688 - Heino Heinrich Graf von Flemming (1632–1706)
- 9 d'abril de 1691 - Hans Adam von Schöning (1641–1696)
- 10 de maig de 1693 - Jeremias von Chauvet († 1696)
- 30 de setembre de 1697 - Príncep Heinrich VI de Reuss-Plauen (1649–1697)
- 27 d'agost de 1699 - Adam Heinrich Graf von Steinau († 1712)
- 3 de desembre de 1706 - Georg Benedikt Freiherr von Ogilvy (1651–1710)
- 22 de febrer de 1712 - Jakob Heinrich Graf von Flemming
- 17 d'abril de 1730 - Christoph August Graf von Wackerbarth (1662–1734)
- 26 de novembre de 1735 - Johann Adolf II, Duc de Saxe-Weissenfels (1685–1746)
- 11 de gener de 1749 - Friedrich August Graf Rutowski (1702–1764)
- 27 de juliol de 1763 - Johann Georg, Cavaller de Saxe (1704–1774)
- 6 de gener de 1775 - Príncep Friedrich de Anhalt-Dessau (1705–1781)
- 11 de juliol de 1871 - Príncep Hereu Albert (després Rei) de Saxònyia (1828–1902)
- 15 de juny de 1888 -  Príncep Hereu Georg (després Rei) de Saxònyia (1832–1904)

### Electorat de Brandenburg i Regne de Prússia
- 20 de juny de 1657 - Otto Christoph von Sparr (1599-1668)
- 24 de gener de 1670 - John George II, Príncep of Anhalt-Dessau (1627-1693)
- 18 de febrer de 1670 - Georg Reichsfreiherr von Derfflinger (1606-1695)
- 28 de juny de 1675 - Príncep Friedrich II de Hessen-Homburg (1633-1708) (1811: Príncep del Drama de Heinrich von Kleist)
- 1 de maig de 1688 - Hans Adam von Schöning (1641-1696)
- 12 de març de 1691 – Alexander Freiherr von Spaen (1619-1692)
- 1 de maig de 1691 - Heino Heinrich Graf von Flemming (1632-1706)
- 1698 - Johann Albrecht Reichsgraf von Barfus (1634-1704)
- 23 de març de 1706 - Alexander Hermann Graf von Wartensleben (1650-1734)
- 1712 - Leopold I d'Anhalt-Dessau 1676-1747)
- 1713 - Carl Philipp Reichsgraf von Wylich und Lottum (1650-1719)
- 1713 - Alexander Graf zu Dohna-Schlobitten (1661-1728)
- 1728 - Dubislaw Gneomar von Natzmer (1654-1739)
- 1733 - Albrecht Konrad Graf Finck von Finckenstein (1660-1735)
- 1737 - Friedrich Wilhelm von Grumbkow (1678-1739)
- 1737 – Adrian Bernhard von Borcke (1668–1741),
- 1739 - Erhard Ernst von Röder (1665-1743)
- 1740 - Comte Hans Heinrich Graf von Katte (1681-1741)
- 1740 - Comte Kurt Christoph von Schwerin (1684-1757)
- 1741 - Caspar Otto von Glasenapp (1664-1747)
- 1741 - Samuel Reichsgraf von Schmettau (1684-1751)
- 16 de maig de 1742 – Christian August, Príncep de Anhalt-Zerbst (1690-1747); pare de la Tsarina Caterina II de Rússia.
- 17 de maig de 1742 – Leopold II, Príncep de Anhalt-Dessau (1700-1751)
- 15 de gener de 1745 – Friedrich Wilhelm von Dossow (1669–1758)
- 19 de març de 1745 - Wilhelm Dietrich von Buddenbrock (1672-1757)
- 24 de maig de 1747 - Henning Alexander von Kleist (1676-1749)
- 1747 - Christoph Wilhelm von Kalckstein (1682-1759)
- 18 de setembre de 1747 - James Francis Edward Keith (1696-1758)
- 1751 - Friedrich Leopold Graf von Gessler (1688-1762)
- 1751 - Johann von Lehwaldt (1685-1768)
- 1757 - Príncep Moritz de Anhalt-Dessau (1712-1760)
- Novembre de 1758 - Ferdinand, Duc de Brunswick-Lüneburg (1721-1792)
- 1787 - Carles Guillem de Brunswick (1735-1806)
- 1793 - Wichard Joachim Heinrich von Möllendorf (1724-1816)
- 20 de maig de 1798 de Alexander von Knobelsdorff (1723-1799)
- 1805 - Wilhelm Magnus von Brünnecke (1727-1817)
- 21 de juliol de 1807 de Wilhelm René de l'Homme de Courbière (1733-1811)
- 1807 Friedrich Adolf Graf von Kalckreuth (1737-1818)
- 19 d'octubre de 1813 - Gebhard Leberecht von Blücher (1742-1819)
- 1821 - Friedrich Graf Kleist von Nollendorf, (1763-1823)
- 1821 - Johann David Ludwig Graf Yorck von Wartenburg (1759-1830)
- 1825 - August Graf Neidhardt von Gneisenau (1760-1831)
- 1839 - Hans Ernst Karl Graf von Zieten (1770-1848)
- 5 d'octubre de 1847 - Karl Freiherr von Müffling (1775-1851)
- 7 d'octubre de 1847 - Hermann von Boyen (1771-1848)
- 9 d'octubre de 1847 - Karl Friedrich von dem Knesebeck (1768-1848)
- 14 de març de 1854 - Friedrich Karl Graf zu Dohna-Schlobitten (1784-1859)
- 5 d'agost de 1856 - Friedrich Graf von Wrangel (1784-1877)
- 28 d'octubre de 1870 - Príncep Friedrich Karl de Prússia (1828-1885)
- 28 d'octubre de 1870 - Friedrich Wilhelm de Prússia (1831-1888)

### Imperi Alemany (1870-1918)
- 8 d'abril de 1871 - Karl Eberhard Herwarth von Bittenfeld (1796-1884)
- 8 d'abril de 1871 - Karl Friedrich von Steinmetz (1796-1877)
- 16 de juny de 1871 - Helmuth Graf von Moltke (1800-1891)
- 11 de juliol de 1871 - Príncep Albert (després Rei) de Saxònia
- 1 de gener de 1873 - Albrecht Graf von Roon (1803-1879)
- 1873 - Edwin Freiherr von Manteuffel (1809-1885)
- 1888 - Eduard, Príncep de Gal·les (després Eduard VII del Regne Unit)[1]
- 15 de març de 1888 - Leonhard Graf von Blumenthal (1810-1900)
- 15 de març de 1888 - Príncep Georg de Saxònia
- 19 de juny de 1888 - Príncep Albrecht de Prúsia
- 19 de juny de 1888 - Arxiduc Albrecht d'Àustria
- 27 de febrer de 1895 - Kaiser Franz Josef d'Àustria-Hongria (1830-1916)
- 6 de maig de 1900 - Alfred von Waldersee (1832-1904)
- 1 de gener de 1905 - Gottlieb Graf von Haeseler (1836-1919)
- 1 de gener de 1905 - Wilhelm von Hahnke (1833-1912)
- 1 de gener de 1905 - Walter Freiherr von Loë (1828-1908)
- 9 de setembre de 1906 - Príncep Arthur, duc de Connaught (1850-1942)
- 20 d'abril de 1909 - Rei Carol I de Romania
- 1 de gener de 1911 - Max von Bock und Pollach
- 1 de gener de 1911 - Alfred Graf von Schlieffen (1833-1913)
- 1 de gener de 1911 - Colmar Freiherr von der Goltz (1843-1916)
- 16 de maig de 1911 - Rei Jordi V del Regne Unit
- 11 de setembre de 1912 - Rei Frederic August III de Saxònia
- 8 d'agost de 1913 - Rei Constantí I de Grècia
- 2 de novembre de 1914 - Paul von Hindenburg (1847-1934)
- 27 de gener de 1915 - Karl von Bülow (1846-1921)
- 22 de juny de 1915 - Arxiduc Frederic (duc de Teschen)
- 22 de juny de 1915 - August von Mackensen (1849-1945)
- 26 de juny de 1915 - Rei Ludwig III de Baviera (1845-1921)
- 23 de juliol de 1916 - Guillem II de Württemberg (1848-1921)
- 1 d'agost de 1916 - Príncep Rupert de Baviera (1869-1955)
- 1 d'agost de 1916 - Príncep Leopold de Baviera (1846-1930)
- 1 d'agost de 1916 - Duc Albrecht de Württemberg (1865-1939)
- 18 de gener de 1916 - Tsar Ferran I de Bulgària
- 1 de febrer de 1916 - Sultà Mehmed V de l'Imperi Otomà
- 1916 - Franz Graf Conrad von Hötzendorf (1852-1925)
- 12 de febrer de 1917 - Kaiser Carles d'Àustria (1887-1922)
- 18 de desembre de 1917 - Hermann von Eichhorn (1848-1918)
- 31 de desembre de 1917 - Remus von Woyrsch (1847-1920)
- 6 de setembre de 1918 -  Sultà Mehmed VI de Turquia (1861-1926)

### Mariscals de camp durant el III Reich

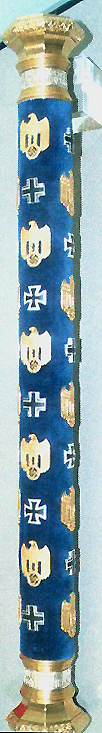
Reproducció del Bastó de Mariscal del Generalfeldmarschall von Richthofen (època del Tercer Reich)

#### Heer
- Werner von Blomberg (Oficial d'Infanteria)
- Fedor von Bock (Oficial d'Infanteria)
- Eduard Ritter von Böhm-Ermolli (Oficial de Cavalleria)
- Walther von Brauchitsch (Oficial d'Artilleria)
- Ernst Busch (Oficial d'Infanteria)
- Wilhelm Keitel (Oficial d'Artilleria)
- Ewald von Kleist (Oficial de Cavalleria)
- Günther von Kluge (Oficial d'Artilleria)
- Georg von Küchler (Oficial d'Artilleria)
- Wilhelm Ritter von Leeb (Oficial d'Artilleria)
- Wilhelm List (Oficial d'Infanteria)
- Erich von Manstein (Oficial d'Infanteria)
- Walter Model (Oficial de Tropes Blindades)
- Friedrich Paulus (Oficial de Tropes Blindades)
- Walter von Reichenau (Oficial d'Artilleria)
- Erwin Rommel (Oficial de Tropes Blindades)
- Gerd von Rundstedt (Oficial d'Infanteria)
- Ferdinand Schörner (Offizier der Gebirgstruppe)
- Maximilian Reichsfreiherr von Weichs (Oficial de Cavalleria)
- Erwin von Witzleben (Oficial d'Infanteria)

#### Luftwaffe
- Hermann Göring (Oficial de Vol)
- Robert Ritter von Greim (Oficial de Vol)
- Albert Kesselring (Oficial de Vol)
- Erhard Milch (Oficial de Vol)
- Wolfram Freiherr von Richthofen (Oficial de Vol)
- Hugo Sperrle (Oficial de Vol)